# 韩甸镇
韩甸镇是中国黑龙江省哈尔滨市双城市下辖的一个镇，位于双城市西部，地处黑龙江省与吉林省的交界。